# جانيت جيبسون
جانيت جيبسون هي عالمة بيولوجيا وحيوانية من بليز. حصلت على جائزة جولدمان البيئية في عام 1990 لجهودها في الحفاظ على النظم الإيكولوجية البحرية على طول ساحل بليز، ولا سيما نظام الحاجز المرجاني في بليز. تم منح بليز ريفير ريف مرجعية لليونسكو في عام 1996، من خلال جهود جيبسون وغيرها. وهي المديرة الحالية لجمعية بليز للحياة البرية.

## السيرة الذاتية
وُلدت جانيت جيبسون في بليز وتلقت تعليمها في الولايات المتحدة  كطبيبة بيولوجي وعلم الحيوان. في منتصف الثمانينيات بدأت العمل كمتطوعة لجمعية بليز أودوبون. بين عامي 1985 و 1987، عملت على تأسيس محمية هول تشان البحرية، حيث قامت بحملة مع المواطنين والشركات والصيادين وحكومة بليز لاحتياطي محمي وتثقيفهم حول الحاجة إلى المشروع. طورت خطة إدارة وعملت على تأمين التمويل ودفعت المشروع قدمًا.  كانت جهودها ناجحة وتم إنشاء المحمية الرسمية في عام 1987  وكانت أول محمية من نوعها في أمريكا الوسطى. يغطي المحمية حوالي ثلاثة أميال مربعة وهي منطقة محمية، مما يسمح للأسماك التي سبق أن استنفدت لتجديدها وتوفير مجموعة متنوعة من الأسماك للغواصين للمواجهة.  في عام 1990 حصلت على جائزة جولدمان البيئية عن جهودها للحفاظ على نظام الحواجز المرجانية.

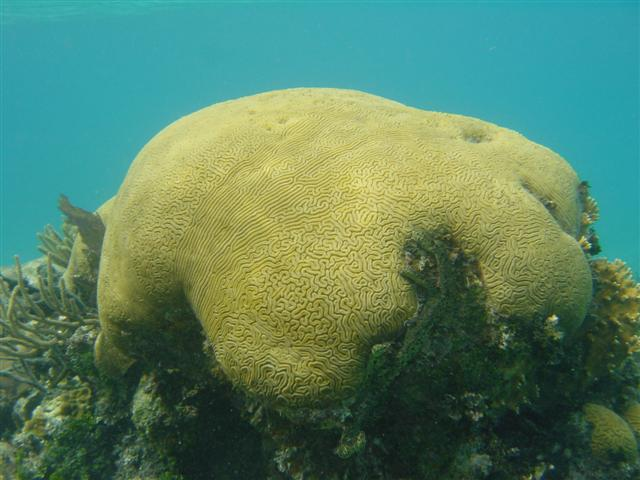
محمية هول تشان البحرية

في عام 1988، أعدت خطة إدارة مشروع سلة صخور جلوفر المرجانية.  وبدأت الجهود لتأمين وضع احتياطي لشعاب سلة صخور جلوفر المرجانية أيضًا.  في عام 1990، ساعدت في إنشاء وحدة إدارة المناطق الساحلية كجزء من مصلحة مصايد الأسماك.  انضمت جيبسون إلى جمعية المحافظة على الحياة البرية (WCS) وفي عام 1993، اكتسبت جهودهم، بالإضافة إلى دعم المنظمات الأخرى تسمية كاحتياطي محمي لبليز.  بدأت جيبسون وآخرون العمل في مجال حماية البيئة ادركوا أن الحماية الفردية غير كافية، لأنه بدون نهج الإدارة الذي يحمي المنطقة الحاجزة بالكامل، والقوى الخارجية، مثل زهرات الطحالب الناتجة عن مخلفات مزارع الفاكهة، والصيد الجائر في مناطق أخرى مسببة أضرار جانبية، أو الترسيب عن طريق التطوير، وكان لها آثار ضارة.  من خلال العمل مع وكالات إدارة المياه وممثلي الغابات والمجموعات البيئية الأخرى والمواطنين، تم في عام 1993 اعتماد خطة لإضفاء الطابع الرسمي على حماية الشعاب المرجانية كموقع طبيعي للتراث العالمي في ترشيح تسلسلي. بعد عدة سنوات من التخطيط والعمل، منحت اليونسكو التسمية في نوفمبر 1996. 
جانيت جيبسون هي مديرة جمعية الحفاظ على الحياة البرية في بليز  وقد نشرت العديد من الأعمال العلمية.

## الأعمال المختارة
- Gibson, Janet (1986). The coral reef. Belize: Reef Preservation Fund. OCLC 713021823.
- Gibson, J. P.; Price, Andrew; Young, E. R.; World Conservation Monitoring Centre (1993). Guidelines for Developing a Coastal Zone Management Plan for Belize: The GIS Database. IUCN. ISBN 978-2-8317-0156-1.
- Gibson, Janet; McField, Melanie D.; Wells, Sue (1998). "Coral reef management in Belize: an approach through Integrated Coastal Zone Management". Ocean & Coastal Management. ElSevier Science Ltd. 39 (3): 229–244. doi:10.1016/s0964-5691(98)00007-6.
- Gibson, Janet; Lizama, Dominique; Pomeroy, Robert (2005). "Establishing a Socioeconomic Monitoring Program for Glover's Reef Atoll, Belize". Belize City, Belize: Wildlife Conservation Society.
- Gibson, Janet, et. al (2006). "A Simple, Cost-Effective Method for Involving Stakeholders in Spatial Assessments of Threats to Biodiversity". Human Dimensions of Wildlife. Routledge Taylor & Francis Group. 11: 43–54. doi:10.1080/10871200500470993.
- Gibson, Janet P., et. al (2012). "Fishing down a Caribbean food web relaxes trophic cascades". Marine Ecology Progress Series. University of Exeter, Exeter, UK: Marine Spatial Ecology Lab. 445: 13–24. doi:10.3354/meps09450.
- Babcock, Elizabeth A.; Coleman, Robin; Karnauskas, Mandy; Gibson, Janet (2013). "Length–based indicators of fishery and ecosystem status: Glover's Reef Marine Reserve, Belize". Fisheries Research. ElSevier Science Ltd. 147: 434–445. doi:10.1016/j.fishres.2013.03.011.
- Groosman, Britt; Gibson, Janet (14 March 2014). "European Union Fisheries Ban Ignores Belize Conservation Success Story". National Geographic. Retrieved 6 September 2015.